# Пузыреплодник калинолистный
Пузырепло́дник калиноли́стный, также физока́рпус калинолистный (лат. Physocarpus opulifolius) — листопадный кустарник; вид рода Пузыреплодник семейства Розовые. Научное латинское название, возможно по ошибке, встречается также в форме женского рода Physocarpus opulifolia
Вид широко используется в качестве декоративного кустарника в одиночных и групповых посадках, высаживается как подлесок в изреженных лесных насаждениях, вдоль дорог и железнодорожных магистралей, применяется для высоких живых изгородей.
После цветения соцветия выглядят как гроздь пузырьков.

## Ботаническое описание
Кустарник высотой до 1,5—3 м. Ветви поникающие.
Кора коричневая или буроватая с возрастом отслаивающаяся. От почек вниз по побегу идут хорошо заметные рёбра. Почки продолговато-яйцевидные, бурые, длиной 4—6 мм.
Сердцевина широкая, бурая; древесина белая.
Листья округло-яйцевидные или округло-эллиптические, длиной до 4 см, с 3—5 тупыми лопастями, из которых средняя более крупная. Край листа пильчато-зубчатый. Листовые пластинки сверху зелёные, снизу более светлые. Осенью золотистые.
Цветки белые или розовые собраны в выпуклые щитковидные соцветия. Цветёт в июне-июле.
Плоды многолистовки, собранные из 3-5 кожистых вздутых листовок, с вверх стоящими долями чашечки.

## Распространение и экология
Северная Америка (юго-восток и север США, восточная Канада).
Смешанные леса, долины и берега рек.

## Хозяйственное значение и использование

### В декоративном садоводстве
В России используется как декоративное растение с середины XIX века.
Цвести и плодоносить начинает с четырёх лет.
В ГБС с 1939 года 3 образца. В 53 года высота 4,1 м, диаметр кроны 400 см. Темп роста средний. Плодоносит с 4 лет. Зимостойкость высокая. Укореняется 100 % черенков при обработке фитоном.
Пузыреплодник калинолистный может выращиваться как в тени, так и на освещённых солнцем местах. Формы с золотистыми и пурпурными листьями выращиваются на солнечных участках, так как в тени окраска листьев не яркая. Плохо переносит застой влаги. Не требователен к почве. Хорошо переносит городские условия.
Размножают посевом семян и черенкованием.
Декоративные формы
- Physocarpus opulifolius f. lutea — листья золотисто-жёлтые.
- Physocarpus opulifolius f. nana — листья тёмно-зелёные, высота куста до 1 м.
- Physocarpus opulifolius f. aureo-maiginata — листья зелёные, по краю золотисто-жёлтые.

Сорта
- 'Center Glow' =('Diabolo' × 'Dart’s Gold'). Куст вазообразной формы. Листья, как правило, трехлопастные, весной зеленовато-золотистые, летом красно-зелёные. Цветки розовато-белые[4].
- 'Dart’s Gold'. Высота куста до 1,5 м. Листья жёлто-зелёные (более жёлтые, чем у сорта Luteus), летом слегка зеленеют. Цветки белые или слегка розоватые[3].
- 'Diable D’Or' =('Diabolo' × 'Dart’s Gold'). Высота куста до 1,5 м. Молодые листья оранжево-медные, со временем становятся пурпурными, светлее, чем у 'Diabolo'. Цветки белые[5].
- 'Diabolo' (syn. 'Purpureus', 'Monlo'). Высота куста до 3 м. Листья тёмные, равномерно пурпурные, в тени зелёные с небольшим пурпурным оттенком. Осенью окраска не меняется[3].
- 'Lady in Red'. Высота куста 1,2—1,8 м. Цветки бледно-розовые. Листва красноватая[6].
- 'Luteus' (syn. 'Aureus'). Высота куста до 3 м. Листья при распускании жёлтые с оранжевым оттенком, летом зелёные, осенью снова золотистые. В ГБС с 1963 года. В 30-32 года высота 3,5 м, диаметр кроны 400 см. Зимостойкость полная[3].
- 'Mindia' (syn. Coppertina™). =('Darts Gold' × 'Monlo' (пыльца)). Высота куста 1,8—2,4 м, ширина 1,8—2,4 м. Бутоны розовые, цветки белые. Листья весной оранжево-медные, летом насыщенно-красные[7].
- 'Mindia'. Высота куста 1,8—2,4 м. Цветки белые. Листья зелёные, молодые листья оранжево-красные[8].
- 'Nanus'. Высота куста от 30 до 60 см (редко 120 см), ширина от 60 до 90 см. Листья тёмно-зелёные, осенью желтеющие. Цветки розовато-белые[9].
- 'Nugget'. Высота куста до 2 м. Листья относительно мелкие, при распускании жёлтые, со временем зеленеют. Толстые, вертикально растущие побеги формируют вазообразный куст[5].
- 'R Tres'. Высота куста 1,2—1,8 м[10].
- 'Red Baron'. Высота куста до 2 м. Листья до 7 см длиной, тёмно-красные[3], слегка морщинистые, 3—лопастные, вытянутые, у́же, чем у 'Diabolo'[5].
- 'Schuch'. Высота куста до 2 м. Листья тёмно-красные[11].
- 'Snowfall'. Высота куста 90—180 см. Цветки розовато-белые[8].
- 'Summer Wine' (syn. 'Seward') =('Diabolo' (пыльца) × 'Nanus')[12]. От 'Diabolo' отличается более компактным и плотным кустом (высотой 1,2—1,8 м, шириной 1,2—1,8 м), листья тёмно-красные, при распускании малиновые[5]. Бутоны розовые, цветки белые.

## Классификация

### Таксономия
- Physocarpus opulifolius (L.) Maxim., 1879, Trudy Imp. S.-Peterburgsk. Bot. Sada 6: 220

Вид Пузыреплодник калинолистный относится к роду Пузыреплодник (Physocarpus) включается в семейство Розовые (Rosaceae) порядка Розоцветные (Rosales), последовательно входящего в более крупные клады Фабиды → Розиды → Суперрозиды → Эвдикоты → Цветковые растения. Таксономическая схема в соответствии с Системой APG IV по состоянию на июнь 2024 года:
|  |                          |  |                                   |                                   |                   |  | еще 8 семейств | еще 8 семейств |                                 |  |  |  | еще 6 подтвержденных видов и 14 видов, ожидающих подтверждения |
|  |                          |  |                                   |                                   |                   |  | еще 8 семейств | еще 8 семейств |                                 |  |  |  | еще 6 подтвержденных видов и 14 видов, ожидающих подтверждения |
|  |                          |  |                                   | порядок Розоцветные               |                   |  |                |                | род Пузыреплодник               |  |  |  |                                                                |
|  |                          |  |                                   | порядок Розоцветные               |                   |  |                |                | род Пузыреплодник               |  |  |  |                                                                |
|  | клада Цветковые растения |  |                                   |                                   | семейство Розовые |  |                |                | вид Пузыреплодник калинолистный |  |  |  |                                                                |
|  | клада Цветковые растения |  |                                   |                                   | семейство Розовые |  |                |                |                                 |  |  |  |                                                                |
|  |                          |  | ещё 63 порядка цветковых растений | ещё 63 порядка цветковых растений |                   |  |                | еще 116 родов  | еще 116 родов                   |  |  |  |                                                                |
|  |                          |  |                                   | ещё 63 порядка цветковых растений |                   |  |                |                | еще 116 родов                   |  |  |  |                                                                |

## Синонимы
- Neillia bracteata (Rydb.) Bean
- Neillia opulifolia (L.) W.H.Brewer & S.Watson
- Neillia opulifolia var. ferruginea (Nutt.) S.Watson
- Neillia stellata (Rydb. ex Small) Bean
- Opulaster alabamensis Rydb.
- Opulaster australis Rydb.
- Opulaster bracteatus Rydb.
- Opulaster bullatus Medik.
- Opulaster intermedius Small
- Opulaster opulifolius (L.) Kuntze
- Opulaster opulifolius f. luteus C.K.Schneid.
- Opulaster stellatus Rydb. ex Small
- Opulaster stellatus Rydb.
- Physocarpus australis (Rydb.) Rehder
- Physocarpus bracteatus (Rydb.) Rehder
- Physocarpus ferrugineus (Nutt.) Daniels
- Physocarpus glaber Raf.
- Physocarpus glabra Raf.
- Physocarpus opulifolius Raf.
- Physocarpus opulifolius f. atropurpureus Geerinck
- Physocarpus opulifolius f. luteus (G.Kirchn.) Zabel
- Physocarpus opulifolius f. nanus (G.Kirchn.) Zabel
- Physocarpus opulifolius var. aureus Rehder
- Physocarpus opulifolius var. luteus (G.Kirchn.) Dippel
- Physocarpus opulifolius var. nanus Zabel
- Physocarpus opulifolius var. opulifolius
- Physocarpus riparia Raf.
- Physocarpus riparius var. arborea Raf.
- Physocarpus riparius var. parviflora Raf.
- Physocarpus stellatus (Rydb. ex Small) Rehder
- Spiraea caroliniana Marshall
- Spiraea opulifolia Pall.
- Spiraea opulifolia L.
- Spiraea opulifolia var. ferruginea Nutt.
- Spiraea opulifolia var. glabra Hook. ex Merr.
- Spiraea opulifolia var. lutea G.Kirchn.
- Spiraea opulifolia var. nana G.Kirchn.